# UCI Europe Tour 2020
Die UCI Europe Tour 2020 war die 16. Austragung einer Serie von Straßenradrennen auf dem europäischen Kontinent, die zwischen dem 25. Januar 2020 und dem 14. November 2020 stattfand. Die UCI Europe Tour ist Teil der UCI Continental Circuits und liegt von ihrer Wertigkeit unterhalb der UCI ProSeries und der UCI WorldTour.
Die Rennserie umfasste 61 Etappenrennen und 38 Etappenrennen, die in die UCI-Kategorien eingeteilt wurden. Aufgrund der Corona-Pandemie mussten mehrere Rennen abgesagt werden.
Die Gesamtwertung für Fahrer, Teams und Nationen basierte nicht auf den Ergebnissen der UCI Europe Tour Rennen, sondern auf den Punkten der UCI-Weltrangliste. In die Wertung kommen jedoch nur je Fahrer und Teams, die für einen nationalen Verband fahren, der auf dem europäischen Kontinent beheimatet ist. Folglich war es möglich die UCI Europe Tour zu gewinnen, ohne an einem ihrer Rennen teilgenommen zu haben. UCI WorldTeams waren von der Teamwertung ausgeschlossen, die sich aus den Ergebnissen der 10 besten Fahrer ergab. Für die Nationenwertung wurden die Ergebnisse der besten 8 Fahrer herangezogen.

## Rennen
Im Rahmen der UCI Europe Tour 2020 fanden 99 Rennen statt. Aufgrund der COVID-19-Pandemie wurden mehrere Rennen abgesagt oder verschoben. Zwischen dem 9. März und dem 14. Juli fanden keine Rennen statt. 22 Rennen waren Teil der UCI ProSeries 2020.
| Datum                           | Land   | Rennen                                                          | Klasse | Sieger                | Team                                 |
| Januar                          | Januar | Januar                                                          | Januar | Januar                | Januar                               |
| ------------------------------- | ------ | --------------------------------------------------------------- | ------ | --------------------- | ------------------------------------ |
| 25. Januar 2020                 | TUR    | GP Belek                                                        | 1.2    | Emre Yavuz            | Salcano Sakarya BB Team              |
| 30. Januar 2020                 | ESP    | Trofeo ses salines - Felanitx                                   | 1.1    | Matteo Moschetti      | Trek-Segafredo                       |
| 31. Januar 2020                 | ESP    | Trofeo Serra de Tramuntana                                      | 1.1    | Emanuel Buchmann      | Bora-Hansgrohe                       |
| Februar                         |        |                                                                 |        |                       |                                      |
| 1. Februar 2020                 | ESP    | Trofeo Pollença - Port d'Andratx                                | 1.1    | Marc Soler            | Movistar Team                        |
| 2. Februar 2020                 | ESP    | Trofeo Playa de Palma - Palma                                   | 1.1    | Matteo Moschetti      | Trek-Segafredo                       |
| 2. Februar 2020                 | FRA    | Grand Prix Cycliste la Marseillaise                             | 1.1    | Benoît Cosnefroy      | AG2R La Mondiale                     |
| 5. - 9. Februar 2020            | ESP    | Valencia-Rundfahrt (Volta a la Comunitat Valenciana)            | 2.Pro  | Tadej Pogačar         | UAE Team Emirates                    |
| 5. - 9. Februar 2020            | FRA    | Etoile de Bessèges                                              | 2.1    | Benoît Cosnefroy      | AG2R La Mondiale                     |
| 9. Februar 2020                 | TUR    | GP Manavgat                                                     | 1.2    | Branislau Samoilau    | Minsk Cycling Club                   |
| 13. Februar 2020                | TUR    | Grand Prix Alanya                                               | 1.2    | Paweł Bernas          | Mazowsze Serce Polski                |
| 13. - 16. Februar 2020          | FRA    | Tour de La Provence                                             | 2.Pro  | Nairo Quintana        | Team Arkéa Samsic                    |
| 14. Februar 2020                | TUR    | Grand Prix Gazipaşa                                             | 1.2    | Mamyr Stash           | Russland National Team               |
| 14. - 15. Februar 2020          | ESP    | Murcia-Rundfahrt (Vuelta Ciclista a la Región de Murcia)        | 2.1    | Xandro Meurisse       | Circus-Wanty Gobert                  |
| 16. Februar 2020                | ESP    | Clásica de Almería                                              | 1.Pro  | Pascal Ackermann      | Bora-Hansgrohe                       |
| 16. Februar 2020                | ITA    | Trofeo Laigueglia                                               | 1.Pro  | Giulio Ciccone        | Trek-Segafredo                       |
| 16. Februar 2020                | TUR    | GP Antalya                                                      | 1.2    | Maxim Piskunow        | Marathon-Tula Cycling Team           |
| 19. - 23. Februar 2020          | POR    | Algarve-Rundfahrt (Volta ao Algarve em Bicicleta)               | 2.Pro  | Remco Evenepoel       | Deceuninck-Quick Step                |
| 19. - 23. Februar 2020          | ESP    | Andalusien-Rundfahrt (Vuelta a Andalucia Ruta Ciclista Del Sol) | 2.Pro  | Jakob Fuglsang        | Astana Pro Team                      |
| 20. - 23. Februar 2020          | TUR    | Tour of Antalya                                                 | 2.1    | Maximilian Stedman    | Canyon dhb p/b Soreen                |
| 21. - 23. Februar 2020          | FRA    | Tour des Alpes Maritimes et du Var                              | 2.1    | Nairo Quintana        | Team Arkéa Samsic                    |
| 29. Februar 2020                | FRA    | Faun-Ardèche Classic                                            | 1.Pro  | Rémi Cavagna          | Deceuninck-Quick Step                |
| 29. Februar 2020                | NED    | Ster van Zwolle                                                 | 1.2    | David Dekker          | SEG Racing Academy                   |
| 29. Februar 2020                | TUR    | Grand Prix Velo Alanya                                          | 1.2    | Daniil Pronskiy       | Vino-Astana Motors                   |
| März                            |        |                                                                 |        |                       |                                      |
| 1. März 2020                    | BEL    | Kuurne-Bruxelles-Kuurne                                         | 1.Pro  | Kasper Asgreen        | Deceuninck-Quick Step                |
| 1. März 2020                    | FRA    | La Drôme Classic                                                | 1.Pro  | Simon Clarke          | EF Pro Cycling                       |
| 1. März 2020                    | GRE    | International Rhodes Grand Prix                                 | 1.2    | Erlend Blikra         | Uno-X Norwegian Development Team     |
| 1. März 2020                    | TUR    | Grand Prix Manavgat - Side                                      | 1.2    | Alan Banaszek         | Mazowsze Serce Polski                |
| 3. März 2020                    | BEL    | Le Samyn                                                        | 1.1    | Hugo Hofstetter       | Israel Start-Up Nation               |
| 4. März 2020                    | CRO    | Trofej Umag                                                     | 1.2    | Olav Kooij            | Jumbo-Visma Development Team         |
| 6. - 8. März 2020               | GRE    | International Tour of Rhodes                                    | 2.2    | Søren Wærenskjold     | Joker Fuel of Norway                 |
| 8. März 2020                    | FRA    | Grand Prix de la Ville de Lillers                               | 1.2    | Florian Vachon        | Team Arkéa Samsic                    |
| 8. März 2020                    | CRO    | Poreč Trophy                                                    | 1.2    | Olav Kooij            | Jumbo-Visma Development Team         |
| 8. März 2020                    | BEL    | Grote Prijs Jean-Pierre Monseré                                 | 1.1    | Fabio Jakobsen        | Deceuninck-Quick Step                |
| 8. März 2020                    | NED    | Dorpenomloop Rucphen                                            | 1.2    | David Dekker          | SEG Racing Academy                   |
| Juli                            |        |                                                                 |        |                       |                                      |
| 15. - 18. Juli 2020             | POL    | Dookoła Mazowsza                                                | 2.2    | Michael Kukrle        | Elkov-Kasper                         |
| 19. Juli 2020                   | POL    | Puchar Ministra Obrony Narodowej                                | 1.2    | Felix Groß            | Deutschland National Team            |
| 23. - 26. Juli 2020             | ROU    | Sibiu Cycling Tour                                              | 2.1    | Gregor Mühlberger     | Bora-Hansgrohe                       |
| 25. - 26. Juli 2020             | BUL    | In the footsteps of the Romans                                  | 2.2    | Norbert Banaszek      | Mazowsze Serce Polski                |
| 26. Juli 2020                   | SLO    | GP Kranj                                                        | 2.1    | Olav Kooij            | Jumbo-Visma Development Team         |
| 28. - 31. Jul 2020              | BUL    | Bulgarien-Rundfahrt (Tour of Bulgaria)                          | 2.2    | Patryk Stosz          | Voster ATS Team                      |
| 28. Juli – 1. August 2020       | ESP    | Burgos-Rundfahrt (Vuelta a Burgos)                              | 2.Pro  | Remco Evenepoel       | Deceuninck-Quick Step                |
| August                          |        |                                                                 |        |                       |                                      |
| 1. - 4. August 2020             | FRA    | Route d'Occitanie - La Dépêche du Midi                          | 2.1    | Egan Bernal           | Team Ineos                           |
| 2. August 2020                  | ESP    | Circuito de Getxo                                               | 1.1    | Damiano Caruso        | Bahrain-McLaren                      |
| 3. August 2020                  | ITA    | Gran Trittico Lombardo                                          | 1.Pro  | Gorka Izagirre        | Astana Pro Team                      |
| 5. August 2020                  | ITA    | Mailand-Turin                                                   | 1.Pro  | Arnaud Démare         | Groupama-FDJ                         |
| 5. - 8. August 2020             | FRA    | Tour de Savoie Mont-Blanc                                       | 2.2    | Pierre Rolland        | B&B Hotels-Vital Concept p/b KTM     |
| 5. - 8. August 2020             | ROU    | Tour of Szeklerland                                             | 2.2    | Jakub Kaczmarek       | Mazowsze Serce Polski                |
| 6. August 2020                  | FRA    | Mont Ventoux Dénivelé Challenge                                 | 1.1    | Alexander Wlassow     | Astana Pro Team                      |
| 6. - 9. August 2020             | CZE    | Czech Tour                                                      | 2.1    | Damien Howson         | Mitchelton-Scott                     |
| 7. - 9. August 2020             | FRA    | Tour de l'Ain                                                   | 2.1    | Primož Roglič         | Team Jumbo-Visma                     |
| 12. August 2020                 | ITA    | Gran Piemonte                                                   | 1.Pro  | George Bennett        | Team Jumbo-Visma                     |
| 12. - 16. August 2020           | POL    | Tour Bitwa Warszawska 1920                                      | 2.2    | Oscar Riesebeek       | Alpecin-Fenix                        |
| 13. - 15. August 2020           | EST    | Baltic Chain Tour                                               | 2.2    | Gert Jõeäär           | Estland National Team                |
| 15. August 2020                 | BEL    | Dwars door het Hageland                                         | 1.Pro  | Jonas Rickaert        | Alpecin-Fenix                        |
| 16. - 19. August 2020           | BEL    | VOO-Tour de Wallonie                                            | 2.Pro  | Arnaud Démare         | Groupama-FDJ                         |
| 18. August 2020                 | ITA    | Giro dell'Emilia                                                | 1.Pro  | Alexander Wlassow     | Astana Pro Team                      |
| 18. - 21. August 2020           | FRA    | Tour du Limousin - Nouvelle Aquitaine                           | 2.1    | Luca Wackermann       | Vini Zabù-KTM                        |
| 27. - 30. August 2020           | FRA    | Tour Poitou-Charentes en Nouvelle Aquitaine                     | 2.1    | Arnaud Démare         | Groupama-FDJ                         |
| 29. August 2020                 | BEL    | Druivenkoers                                                    | 1.1    | Florian Sénéchal      | Deceuninck-Quick Step                |
| 29. August 2020                 | ITA    | Trofeo Matteotti                                                | 1.1    | Valerio Conti         | UAE Team Emirates                    |
| 29. August – 2. September 2020  | HUN    | Tour de Hongrie                                                 | 2.1    | Attila Valter         | CCC Team                             |
| 30. August 2020                 | BEL    | Brussels Cycling Classic                                        | 1.Pro  | Tim Merlier           | Alpecin-Fenix                        |
| 30. August 2020                 | ITA    | Memorial Marco Pantani                                          | 1.1    | Fabio Felline         | Astana Pro Team                      |
| September                       |        |                                                                 |        |                       |                                      |
| 1. - 3. September 2020          | SRB    | Serbien-Rundfahrt (Tour de Serbie)                              | 2.2    | Martin Haring         | Dukla Banska Bystrica                |
| 1. - 4. September 2020          | ITA    | Settimana Internazionale Coppi e Bartali                        | 2.1    | Jhonatan Narváez      | Ineos Grenadiers                     |
| 3. September 2020               | TUR    | Grand Prix Develi                                               | 2.1    | Anatolij Budjak       | Ukraine National Team                |
| 3. - 6. September 2020          | POL    | Baltyk-Karkonosze Tour                                          | 2.2    | Jordan Habets         | Wielerploeg Groot Amsterdam          |
| 4. September 2020               | NOR    | Hafjell TT                                                      | 1.2    | Andreas Leknessund    | Uno-X Pro Cycling Team               |
| 4. September 2020               | TUR    | Grand Prix Cappadocia                                           | 1.2    | Mykhaylo Kononenko    | Ukraine National Team                |
| 4. - 7. September 2020          | BIH    | Banja Luka-Belgrad                                              | 2.1    | Jakub Kaczmarek       | Mazowsze Serce Polski                |
| 5. September 2020               | NOR    | Lillehammer GP                                                  | 1.2    | Andreas Leknessund    | Uno-X Pro Cycling Team               |
| 5. September 2020               | TUR    | Grand Prix Mount Erciyes 2200 mt                                | 1.2    | Ivan Smirnov          | Russland National Team               |
| 6. September 2020               | TUR    | Grand Prix World’s Best High Altitude                           | 1.2    | Anatolij Budjak       | Ukraine National Team                |
| 6. September 2020               | NOR    | Gylne Gutuer                                                    | 1.2    | Trond Trondsen        | Team Coop                            |
| 6. September 2020               | FRA    | Tour du Doubs                                                   | 1.1    | Loïc Vliegen          | Circus-Wanty Gobert                  |
| 8. - 13. September 2020         | ROU    | Rumänien-Rundfahrt (Turul Romaniei)                             | 2.2    | Eduard-Michael Grosu  | Rumänien National Team               |
| 9. - 12. September 2020         | POL    | Course de la Solidarité Olympique                               | 2.2    | Stanisław Aniołkowski | CCC Development Team                 |
| 13. September 2020              | BEL    | Antwerp Port Epic                                               | 1.1    | Gianni Vermeersch     | Alpecin-Fenix                        |
| 14. September 2020              | TUR    | Grand Prix Velo Erciyes                                         | 1.2    | Vitaliy Buts          | Ukraine National Team                |
| 15. September 2020              | TUR    | Grand Prix Central Anatolia                                     | 1.2    | Mykhaylo Kononenko    | Ukraine National Team                |
| 15. - 19. September             | LUX    | Luxemburg-Rundfahrt (Skoda-Tour de Luxembourg)                  | 2.Pro  | Diego Ulissi          | UAE Team Emirates\|-                 |
| 16. September 2020              | ITA    | Giro della Toscana                                              | 1.1    | Fernando Gaviria      | UAE Team Emirates                    |
| 16. - 19. September 2020        | SVK    | Slowakei-Rundfahrt (Okolo Slovenska)                            | 2.1    | Jannik Steimle        | Deceuninck-Quick Step                |
| 17. September                   | ITA    | Coppa Sabatini - Gran Premio città di Peccioli                  | 1.Pro  | Dion Smith            | Mitchelton-Scott                     |
| 17. - 20. September 2020        | POL    | Tour of Małopolska                                              | 2.2    | Vojtěch Řepa          | Topforex Lapierre Pro Cycling Team   |
| 19. September 2020              | ITA    | Giro dell’Appennino                                             | 1.1    | Ethan Hayter          | Ineos Grenadiers                     |
| 19. - 20. September 2020        | POR    | Grande Prémio Internacional de Torres Vedras                    | 2.2    | Frederico Figueiredo  | Atum general/Tavira/Maria Nova Hotel |
| 20. September 2020              | BEL    | Gooikse Pijl                                                    | 1.1    | Danny van Poppel      | Circus-Wanty Gobert                  |
| 20. September 2020              | FRA    | Grand Prix d'Isbergues - Pas de Calais                          | 1.1    | Nacer Bouhanni        | Team Arkéa Samsic                    |
| 22. September 2020              | FRA    | Paris-Camembert                                                 | 1.1    | Dorian Godon          | AG2R La Mondiale                     |
| 26. - 27. September 2020        | TUR    | Tour of Mevlana                                                 | 2.2    | Artur Ershov          | Marathon-Tula Cycling Team           |
| 27. September 2020              | FRA    | Paris–Chauny                                                    | 1.1    | Nacer Bouhanni        | Team Arkéa Samsic                    |
| 27. September – 5. Oktober 2020 | POR    | Volta a Portugal em Bicicleta (Edição Especial)                 | 2.1    | Amaro Antunes         | W52/FC Porto                         |
| Oktober                         |        |                                                                 |        |                       |                                      |
| 7. Oktober 2020                 | BEL    | Pfeil von Brabant (De Brabantse Pijl)                           | 1.Pro  | Julian Alaphilippe    | Deceuninck-Quick Step                |
| 8. - 11. Oktober 2020           | ITA    | Giro della Regione Friuli Venezia Giulia                        | 2.2    | Andreas Leknessund    | Uno-X Pro Cycling Team               |
| 10. Oktober 2020                | SVK    | Visegrad 4 Bicycle Race - GP Slovakia                           | 1.2    | Stanisław Aniołkowski | CCC Development Team                 |
| 11. Oktober 2020                | FRA    | Paris-Tours                                                     | 1.Pro  | Casper Pedersen       | Team Sunweb                          |
| 12. Oktober 2020                | ESP    | Prueba Villafranca de Ordizia                                   | 1.1    | Simon Carr            | Nippo Delko One Provence             |
| 14. Oktober 2020                | BEL    | Scheldeprijs                                                    | 1.Pro  | Caleb Ewan            | Lotto-Soudal                         |

## Gesamtwertung
| Platz | Fahrer               | Nation | Team              | Punkte |
| ----- | -------------------- | ------ | ----------------- | ------ |
| 1.    | Primož Roglič        | SLO    | Team Jumbo-Visma  | 4237   |
| 2.    | Tadej Pogačar        | SLO    | UAE Team Emirates | 3055   |
| 3.    | Wout van Aert        | BEL    | Team Jumbo-Visma  | 2700   |
| 4.    | Mathieu van der Poel | NED    | Alpecin-Fenix     | 2040   |
| 5.    | Jakob Fuglsang       | DEN    | Astana Pro Team   | 1961   |

| Platz | Team                 | Nation | Punkte |
| ----- | -------------------- | ------ | ------ |
| 1.    | Alpecin-Fenix        | BEL    | 4788   |
| 2.    | Team Arkéa-Samsic    | FRA    | 3697   |
| 3.    | Circus-Wanty Gobert  | BEL    | 2778   |
| 4.    | Nippo Deko Provence  | FRA    | 1553   |
| 5.    | Total Direct Énergie | FRA    | 1418   |

| Platz | Nation      | Punkte  |
| ----- | ----------- | ------- |
| 1.    | Frankreich  | 9542,83 |
| 2.    | Slowenien   | 8824    |
| 3.    | Belgien     | 8530    |
| 4.    | Italien     | 7375    |
| 5.    | Niederlande | 6249    |